# Flávio Minuano
Flávio Minuano (* 9. čerrvence 1944, Porto Alegre) je bývalý brazilský fotbalista mosambického původu, útočník.

## Fotbalová kariéra
Hrál v Brazílii za Internacional Porto Alegre, SC Corinthians Paulista a Fluminense FC, se kterým získal v roce 1970 mistrovský titul. V letech 1972-1975 hrál v Portugalsku za FC Porto. Po návratu do Brazílie hrál opět za Internacional Porto Alegre, se kterým získal další 2 mistrovské tituly. Dále hrál v Brazílii za Esporte Clube Pelotas, Santos FC, Figueirense Futebol Clube, Brasília Futebol Clube a Paysandu Sport Club. Kariéru zakončil v bolivijském týmu CD Jorge Wilstermann, se kterým získal mistrovský titul. V Poháru UEFA nastoupil v 7 utkáních a dal 4 góly a v jihoamerickém Poháru osvoboditelů nastoupil také v 7 utkáních a dal 4 góly. Za brazilskou reprezentaci nastoupil v letech 1963–1968 ve 17 utkáních a dal 10 gólů. 

## Ligová bilance
| Ročník                        | Zápasy | Góly | Klub                       |
| ----------------------------- | ------ | ---- | -------------------------- |
| 1. brazilská liga 1971        | -      | -    | Fluminense FC              |
| 1. portugalská liga 1971/1972 | 29     | 21   | FC Porto                   |
| 1. portugalská liga 1972/1973 | 25     | 21   | FC Porto                   |
| 1. portugalská liga 1973/1974 | 10     | 1    | FC Porto                   |
| 1. portugalská liga 1974/1975 | 10     | 0    | FC Porto                   |
| 1. brazilská liga 1975        | 25     | 16   | Internacional Porto Alegre |
| 1. brazilská liga 1976        | -      | -    | Internacional Porto Alegre |
| 1. brazilská liga 1978        | -      | -    | Figueirense Futebol Clube  |
| 1. brazilská liga 1979        | 6      | 2    | Brasília Futebol Clube     |
| 1. bolivijská liga 1981       | -      | -    | CD Jorge Wilstermann       |
| CELKEM                        | -      | -    |                            |